# Redundancia (ecología)
En ecología, redundancia funcional es una característica de las comunidades biológicas que describe cuán sobrepuestas son las especies en cuanto a su desempeño en el funcionamiento del ecosistema. Este concepto fue introducido en la discusión sobre la relación de la diversidad con la estabilidad en el caso de las comunidades biológicas.
En una comunidad biológica, formada por especies que interactúan en un ambiente o con un ambiente en un determinado espacio, el número de especies es una forma de describir la complejidad y diversidad de dicha comunidad, muchas veces denominada "riqueza de especies" o simplemente "riqueza".
Una discusión que aún persiste entre los ecólogos, es en líneas generales establecer si comunidades con más especies son más estables o por el contrario más inestables que aquellas comunidades con menos especies. Una cuestión importante sería plantearse cuál es realmente la importancia de la diversidad. O aún en forma más concreta, cuál sería la implicación del gran número de extinciones que se observan en ciertos ecosistemas o en ciertas comunidades, debido presumiblemente a cambios climáticos y/o a impactos causados por las actividades humanas. En esta perspectiva, algunas especies pueden desempeñar roles equivalentes en un ecosistema (funcionalmente redundantes), o pueden virtualmente desaparecer o completamente desaparecer sin causar pérdidas sustantivas de otro tipo en el funcionamiento global del ecosistema (cf. [Walker-1992], [Lawton&Brown-1993]). Entretanto modelos adaptados de Lotka-Volterra, muestran incompatibilidad de redundancia funcional con la coexistencia de especies (Michel Loreau, cf. [Loreau-2004]).